# Вятське (Хабаровський район)
Вя́тське (рос. Вятское) — село у складі Хабаровського району Хабаровського краю, Росія. Входить до складу Єлабузького сільського поселення.

## Історія
Під час Другої світової війни у селі знаходився табір Окремої 88 стрілецької бригади, яка складалась з китайських та корейських партизан. Кім Ір Сен, майбутній лідер КНДР, служив тут і командував батальйоном. Тут же знаходилась і його родина, тут 16 лютого 1941 року народився і його син Кім Чен Ір, також колишній лідер КНДР.

## Населення
Населення — 1886 осіб (2010; 1617 у 2002).
Національний склад (станом на 2002 рік):
- росіяни — 84 %